# Jean de Mesgrigny
Pour les articles homonymes, voir Mesgrigny (homonymie).
Ne doit pas être confondu avec Jean de Mesgrigni.
Jean de Mesgrigny (1631-1720) était un ingénieur militaire qui fut gouverneur de Tournai.

## Biographie

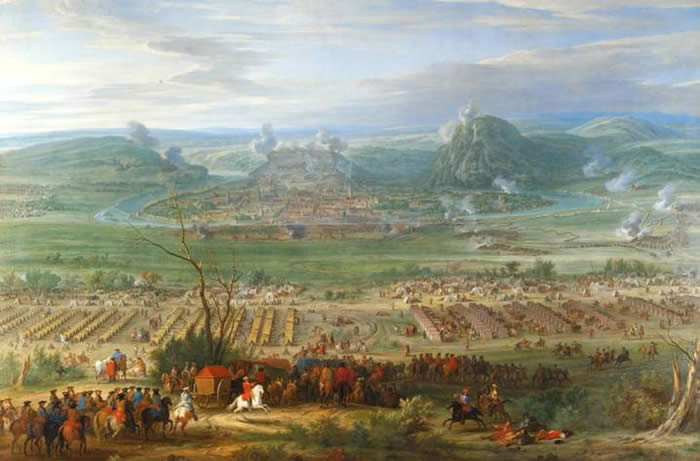
Vue d'ensemble du siège de Besançon. À droite de la ville, sur la colline de Chaudanne on voit la fumée dégagée par le tir des canons.

Né à Troyes en 1631, il était le second fils de Jérôme de Mesgrigny et de Marguerite Coiffart.

Entré au service du roi en 1651, il rejoint le régiment infanterie Navarre avec le grade d’ingénieur. En 1664, il sert en Afrique sous le commandement du Chevallier de Clerville, commissaire-général des fortifications de France. Capitaine le 30 juin 1650, il combattait en Piémont, en 1653 au secours de Verrue, au combat de la Roquette. En 1654, il était sur la Bormia, au secours de Reggio, puis plus tard au siège de Pavie. à partir de 1668 il était en Franche-Comté pour les sièges de Besançon, Salin, Dole et au Château de Joux avec Clerville. En 1674, il commandait la tranchée pour la prise de Besançon avant d'en devenir le commandant le 18 juin 1674.
"C’est probablement à Tournai qu’il rencontre Vauban. Une profonde amitié va naître entre les deux hommes. Le 15 août 1668, il reçoit la lieutenance de roi à Tournai. Son ascension est rapide. Nommé directeurs des fortifications de Flandre et de Hainaut en 1668, il crée en 1673 une compagnie franche de sapeurs formés à la guerre des sièges, plus particulièrement à la guerre souterraine, la construction et l’entretien de galeries. Il est l’auteur et le réalisateur du réseau de contre-mines qui sillonna le sous-sol de la citadelle de Tournai. Il en est nommé gouverneur le 4 janvier 1678".

## Compagnie des cadets de Mesgrigny
Un premier établissement de la compagnie se fit en 1680 à Tournai avant qu'il en devienne capitaine le 15 juin 1682 par un édit. Le corps fut dissous en 1698.